# Rajčinovićka Trnava
Rajčinovićka Trnava (Servisch cyrillisch Рајчиновићка Трнава) is een plaats in de Servische gemeente Novi Pazar. De plaats telt 208 inwoners (2002).